# آندریانتسیوالانا
آندریانتسیوالانا (به لاتین: Andriantsivalana) یک منطقهٔ مسکونی در ماداگاسکار است که در واکینانکاراترا واقع شده‌است. آندریانتسیوالانا ۲۴٬۲۴۷ نفر جمعیت دارد.